# 8736 Shigehisa
A 8736 Shigehisa (ideiglenes jelöléssel 1997 AD7) a Naprendszer kisbolygóövében található aszteroida. Kobajasi Takao fedezte fel 1997. január 9-én.